# إريك هاغن
إريك هاغن (بالألمانية: Erich Hagen) مواليد 11 ديسمبر 1936 في لايبزيغ - الوفاة 26 مايو 1978 في لايبزيغ، كان دراج ألماني. سبق أن شارك في دورة الألعاب الأولمبية الصيفية وفاز بميدالية أولمبية. بعد الاعتزال عمل كسائق أجرة ومات في حادث مروري.

## الميداليات
| الميدالية | المسابقة                       |
| --------- | ------------------------------ |
| فضية      | الألعاب الأولمبية الصيفية 1960 |

## روابط خارجية
- إريك هاغن على موقع أرشيف الدراجات (الإنجليزية)
- إريك هاغن على موقع إحصائيات الدراجات الإحترافية (الإنجليزية)
- إريك هاغن على موقع أوليمبيديا (الإنجليزية)